# غانتريش
غانتريش (بالإنجليزية: Gantrisch)‏ هو أحد جبال سلسلة جبال الألب البرنية وجزء من القمة الأم أوشسين يقع في كانتون برن، سويسرا. يبلغ ارتفاع الجبل حوالي 2175 متر، بينما يبلغ ارتفاع نتوء الجبل 216 متر.